# Скоробогатов, Алексей Семёнович
Алексе́й Семёнович Скоробога́тов (1889, Московская губерния — 5 апреля 1938, Бутовский полигон) — святой Русской православной церкви, причислен к лику святых как мученик в 2000 году для общецерковного почитания.

## Биография
Родился в 1889 году в селе Середняково Солнечногорского уезда Московской губернии. Отец, Семён Скоробогатов — садовник, мать — крестьянка.
В 1909 году сдал экстерном экзамен во второклассной учительской школе, получил педагогическое образование и был назначен в Ащеринскую церковно-приходскую школу. В 1911—1915 годах преподавал в Алексинской школе.
Во время Первой мировой войны, в 1915 году был мобилизован на военную службу; служил в чине подпоручика. С 1918 по апрель 1921 года служил в Красной армии при штабе 15-й Инзенской стрелковой дивизии: сначала — переписчиком, затем —делопроизводителем. Позднее был назначен младшим помощником начальника штаба дивизии по хозяйственной части
После демобилизации в 1921 году проживал в Рузском районе Московской области. Был женат на Наталье Голубевой (1890—?), в семье было трое детей: Валентина (1922—?), Анна (1926—?) и Иван (1929—?).
В 1921—1923 годах служил псаломщиком в церкви Иоанна Предтечи села Ащерино. В конце 1920-х годов в ходе коллективизации был лишён имущества — до́ма, лошади и коровы. С 1935 года жил в посёлке Иваново Рузского района Московской области, работал заведующим Ивановской начальной школой.

## Арест и мученическая кончина
Арестован 2 января 1938 года по обвинению в проведении активной контрреволюционной агитации и заключён в Бутырскую тюрьму. Фрагмент допроса: 

— Следствие настойчиво требует от вас правдивых показаний о вашей контрреволюционной деятельности. (следователь)

— Подтверждаю…, что я в прошлом был офицером царской армии…, а после революции с 1921 по 1923 гг. был дьячком Ащеринской церкви, но контрреволюционную деятельность… не проводил.
Вышестоящие органы НКВД вернули дело на доработку с указанием «Дополнительно допросить 1—2-х свидетелей в разрезе выявления к/р деятельности Скоробогатова, т. к. допрошенные свидетели дали слабый материал».
8 марта 1938 года после доработки дела тройка НКВД по Московской области приговорила Алексия Скоробогатова к расстрелу по ст. 58-10 Уголовного кодекса РСФСР за «контрреволюционную агитацию против мероприятий Советской власти и партии».
Был расстрелян 5 апреля 1938 года на Бутовском полигоне.

## Канонизация
Причислен к лику святых новомучеников и исповедников Российских для общецерковного почитания деянием Юбилейного Архиерейского собора Русской православной церкви, прошедшего 13—16 августа 2000 года в Москве.
День памяти: 23 марта и в Соборе святых новомучеников и исповедников Российских.